# Transavia France
Transavia Airlines S.A.S., precedentemente denominata transavia.com France e conosciuta comunemente come Transavia France, è una compagnia aerea low-cost francese, la cui proprietà è suddivisa tra Air France (maggioritaria) e l'olandese Transavia Airlines C.V.. Ha sede nei pressi dell'aeroporto di Parigi-Orly, a Paray Vieille Poste.

## Storia
Transavia France è stata fondata come transavia.com France il 14 novembre 2006, da Air France e dalla compagnia aerea olandese Transavia (all'epoca transavia.com). Ha iniziato le attività di volo nel maggio 2007, con operazioni sia di linea che charter. Antoine Pussiau è amministratore delegato da gennaio 2013.
Transavia France è la filiale francese delle operazioni a basso costo svolte congiuntamente dal gruppo Air France-KLM. All'inizio del 2015, Transavia France, insieme alla sua consociata olandese, ha subito un processo di rebranding, eliminando il ".com" e cambiando i suoi colori originari da bianco/verde/blu a bianco/verde.
Nel 2018 Transavia France ha deciso di espandere ulteriormente le proprie basi nell'aeroporto di Lione e in quello di Nantes, con l'aggiunta di aerei dedicati e l'ampliamento delle rotte esistenti.

## Identità aziendale

### Proprietà
Transavia France S.A.S. è posseduta al 95,51% da Air France S.A. e al 4,49% da Transavia Airlines C.V. dell'Olanda, entrambi a loro volta all'interno del gruppo Air France-KLM. Transavia è gestita come un marchio indipendente, con entrambi i rami che operano con lo stesso modello di business, sito internet e logo.

### Business model
Come numerosi altri vettori low cost, la compagnia preferisce utilizzare un solo tipo di aeromobile, per ridurre i costi operativi. Dopo aver operato a lungo con una flotta di soli Boeing 737 con cabina in classe unica, nel 2024 la società ha introdotto in servizio i nuovi Airbus A320neo, avviando una transizione verso gli aerei del costruttore europeo.
La compagnia offre il servizio di acquisti a bordo "Service on board" con cibo e bevande.

## Flotta

### Flotta attuale

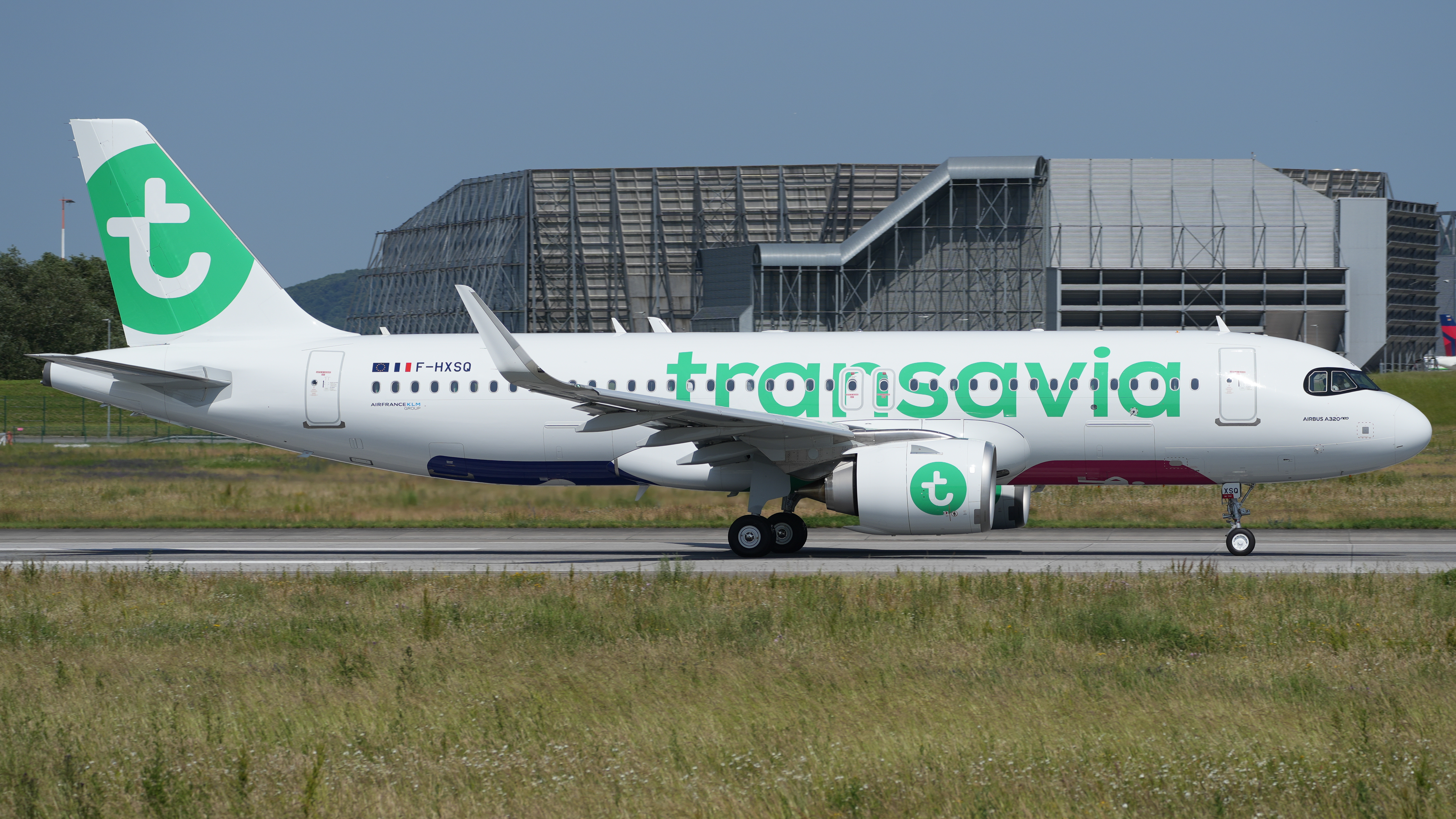
Un Airbus A320neo.

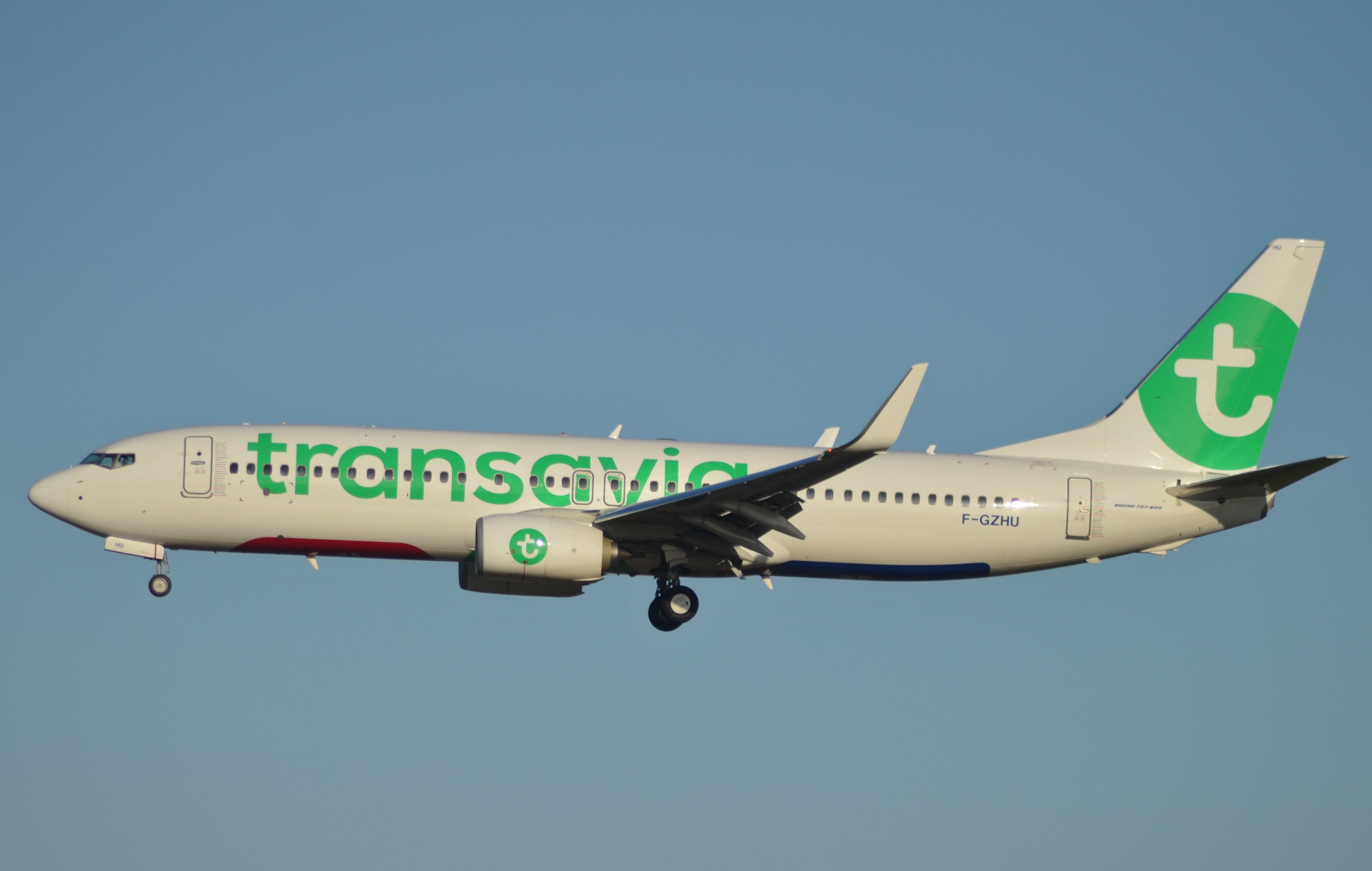
Un Boeing 737-800.

Ad agosto 2025 la flotta di Transavia France è così composta:

### Flotta storica
Nel corso degli anni, Transavia France ha operato con i seguenti aeromobili: